# François Trisconi
François Trisconi (ur. 28 lutego 1948 roku) – francuski kierowca wyścigowy.

## Kariera
Trisconi rozpoczął karierę w międzynarodowych wyścigach samochodowych w 1976 roku od startu w klasie S 2.0 24-godzinnego wyścigu Le Mans, w którym odniósł zwycięstwo. W późniejszych latach Francuz pojawiał się także w stawce World Challenge for Endurance Drivers.